# Paul Lemoine
Paul Lemoine (Parigi, 28 marzo 1878 – 14 marzo 1940) è stato un geologo francese.

## Biografia
Era il figlio del chimico Georges Lemoine (1841-1922). Nel 1902-1903 ha condotto gli studi geologici del Madagascar settentrionale che ha incluso Antsiranana (già Diego Suarez). Nel 1904 ha fatto indagini geologici/esplorativi in Marocco. Dal 1908 al 1919 fu capo del Géologie au Laboratoire Colonial di Parigi. Durante questo periodo di tempo ha anche insegnato geologia presso l'École Spéciale d'Architecture (1909-1920).
Dopo il ritiro di Stanislas-Étienne Meunier (1843-1925), è stato nominato presidente di geologia presso il Museo Nazionale di Storia Naturale (1920). Dal 1932 al 1936 fu direttore del museo.
Nel 1916 in collaborazione con altri scienziati, ha creato la Société de Documentation Paléontologique, che in seguito divenne noto come il Syndicat de Documentation et Géologique Paléontologique. Lemoine è stato membro dell'Académie des sciences, della Société de biogéographie,della Société française de Minéralogie et de cristallographie e della Société géologique de France (presidente nel 1923 e 1936).

## Opere
- Conférences sur Madagascar, 1904 (Lectures on Madagascar)
- Mission dans le Maroc occidental (automne 1904), 1905 (Mission in western Morocco; autumn 1904)
- Études géologiques dans le nord de Madagascar: Contributions à l'histoire géologique de l'océan indien, 1906.
- Contributions à la géologie des colonies françaises, 1908–09.
- Géologie du bassin de Paris, 1911.
- Excursion de la Société géologique de France à Vigny et à Meulan (Seine-et-Oise), le 17 mars 1912, sous la conduite de MM. G.-F. Dollfus et Paul Lemoine. Étude de la position stratigraphique du calcaire pisolithique, 1912.
- Afrique occidentale, 1913.
- Volcans et tremblements de terre, 1928.
- Mon oeuvre au Muséum national d'histoire naturelle pendant cinq ans de direction. 1932-1936, 1936.
- Bibliographie des sciences géologiques; pubblicato dalla Società Geologica di Francia con l'assistenza della Società Francese di Mineralogia ... secondo set. Volume VIII (1937). Prefazione di Paul Lemoine e R. Laffitte. [- Volume IX (1938). Prefazione di R. Laffitte.